# Dama col cestello di fusi
La Dama col cestello di fusi è un dipinto a olio su tavola (76x54 cm) attribuita ad Andrea del Sarto o a Pontormo, databile al 1514-1515 circa e conservato negli Uffizi di Firenze.

## Storia
Il riferimento ad Andrea del Sarto è tradizionale. Gamba parlò invece del Pontormo, seguito da molti altri, mentre Berenson pensò al Puligo. Luciano Berti, fautore dell'attribuzione a Pontormo, vi ravvisò somiglianze con La Velata di Raffaello, che a quell'epoca si trovava a Roma e che l'artista avrebbe potuto vedere in un ipotetico viaggio nel 1515.
Antonio Natali invece ha riaffermato l'attribuzione tradizionale ad Andrea del Sarto, e Philippe Costamagna invece suggerì un allievo di Andrea e, in base allo studio della foggia dell'abito, una datazione leggermente posteriore, al 1525 circa.
Si sa per certo che l'opera arrivò alla Galleria da Palazzo Pitti nel 1773, come ricorda una nota sul retro, e che nel 1784 era esposto nella Sala dell'Ermafrodito. L'ultimo restauro risale al 1996.

## Descrizione e stile
Il vestito pare il vero protagonista di questo dipinto, che mostra una donna di tre quarti verso destra, reggente un cestino con alcuni fusi di lana su uno sfondo scuro uniforme. La singolare presenza dei fusi può essere un riferimento alle tre Parche, sottintendendo come la donna potesse essere già morta quando venne ritratta. Altre ipotesi vedono invece nella figura femminile la possibile moglie di un mercante di stoffe. Colpiscono i giochi di luce, che accendono la superficie damascata della stoffa e screziano di venature bianche la camicia plissettata che le copre il petto, incorniciato anche da una catena a treccia, che riprende la decorazione del copricapo.
Intenso è lo sguardo della donna, leggermente sorridente, e con passaggi chiaroscurali smorzati, che ne accentuano morbidamente il risalto plastico. Un vero e proprio concerto di rossi e arancio è orchestrato dall'artista, che va dai capelli della dama al suo incarnato, dalla stoffa del vestito ai dettagli degli accessori. Le orbite profonde degli occhi e la bocca carnosa col labbro superiore leggermente inarcato rimandano allo stile di Pontormo, così come l'espressione leggermente corrucciata come quella dei santi della Pala Pucci. Secondo Antonio Natali invece  il particolare trattamento dell'epidermide, che riecheggia ancora lo sfumato leonardesco, la posa delle mani, salda e priva di affusolamento, le pieghe "larghe e plastiche" della veste rimandano agli stilemi di Andrea del Sarto. Non sarebbe esente tuttavia l'opera da un'influenza dell'allievo Pontormo, nonché delle stampe di Albrecht Dürer, all'epoca conosciutissime anche a Firenze.